# Kangathi, Bidar
Kangathi là một làng thuộc tehsil Bidar, huyện Bidar, bang Karnataka, Ấn Độ.